# Ulrike Fauerbach
Ulrike Fauerbach (* 1970 in Düsseldorf) ist eine deutsche Bauforscherin und Ägyptologin.

## Leben
Ulrike Fauerbach studierte ab 1989 Ägyptologie, Alte Geschichte und Philosophie an der Universität zu Köln und schloss 1996 mit dem Magister bei Heinz-Josef Thissen ab. 1996 bis 1998 war sie wissenschaftliche Hilfskraft am Institut für Baugeschichte der TU Dresden. 1998 bis 2000 absolvierte sie das Aufbaustudium Denkmalpflege/Bauforschung an der Universität Bamberg, 2005 wurde sie dort bei Manfred Schuller und Wolf Koenigs mit einer Arbeit über den „großen Pylon des Horus-Tempels von Edfu“ promoviert; die Arbeit wurde 2006 mit dem Promotionspreis der Hans-Löwel-Stiftung ausgezeichnet. Es folgten ein Stipendium am Max-Planck-Institut für Wissenschaftsgeschichte in Berlin sowie ab 2006 die Tätigkeit als Referentin für Bauforschung an der Abteilung Kairo des Deutschen Archäologischen Instituts, wo sie unter anderem das Projekt AEGARON initiierte. Ab 2013 war sie wissenschaftliche Mitarbeiterin am Institut für Denkmalpflege und Bauforschung der ETH Zürich. 2016 wurde sie Professorin für Baugeschichte und Historische Konstruktionen an der Ostbayerischen Technischen Hochschule Regensburg. Seit 2020 ist Fauerbach Mitglied in der Zentraldirektion des Deutschen Archäologischen Instituts. Zum 1. September 2021 wechselte Fauerbach als Professorin für Baugeschichte und Baukonstruktionsgeschichte an die Technische Universität Braunschweig, wo sie das Institut für Baugeschichte leitet.
Ihre Forschungsschwerpunkte sind altägyptische Architektur, Bautechnikgeschichte sowie Wissens- und Wissenschaftsgeschichte.

## Veröffentlichungen (Auswahl)
- Der Elephantine-ꞌSkandalꞌ. Neubearbeitung und Kommentierung des Papyrus Turin 1887. Magisterarbeit, Universität Köln 1996 (Digitalisat Auf: kups.ub.uni-koeln.de, abgerufen am 8. März 2022).
- Bauwissen im Alten Ägypten. In: Jürgen Renn, Wilhelm Osthues, Hermann Schlimme: Wissensgeschichte der Architektur. Band 2: Vom Alten Ägypten bis zum Antiken Rom (= Max Planck Research Library for the History and Development of Knowledge Studies. Band 4). Edition Open Access, Berlin 2014, S. 7–125 (Volltext Online Auf: mprl-series.mpg.de, abgerufen am 8. März 2022).
- Der große Pylon des Horus-Tempels von Edfu. Architektur und Bautechnik eines monumentalen Torbaus der Ptolemaierzeit (= Archäologische Veröffentlichungen. Band 122). Harrassowitz, Wiesbaden 2018, ISBN 978-3-447-10610-8 (zugleich Dissertation, Otto-Friedrich-Universität Bamberg 2005, Abgabeversion als Digitalisat (30 MB), Auf: fis.uni-bamberg.de, abgerufen am 8. März 2022).